# Сьодло (Любуське воєводство)
Сьодло (пол. Siodło, нім. Zedel) — село в Польщі, у гміні Жари Жарського повіту Любуського воєводства.
Населення — 270 осіб (2011).
У 1975-1998 роках село належало до Зеленогурського воєводства.

## Демографія
Демографічна структура станом на 31 березня 2011 року:
|          | Загалом | Допрацездатний вік | Працездатний вік | Постпрацездатний вік |
| -------- | ------- | ------------------ | ---------------- | -------------------- |
| Чоловіки | 135     | 22                 | 96               | 17                   |
| Жінки    | 135     | 23                 | 79               | 33                   |
| Разом    | 270     | 45                 | 175              | 50                   |